# Alpaka (tkanina)
Alpaka – wełniana błyszcząca, lekka tkanina tkana z wełny alpak lub lam. W Europie stosowana od XVII wieku, popularność zdobyła sobie w drugiej połowie XIX wieku. Używana głównie do Mundurów i wierzchnich ubiorów męskich.